# Diecezja Tangi
Diecezja Tangi – diecezja rzymskokatolicka  w Tanzanii. Powstała w 1950 jako prefektura apostolska, w 1958 podniesiona do rangi diecezji.

## Biskupi diecezjalni
- Eugéne Cornelius Arthurs, † (1950–1969)
- Maurus Gervase Komba † (1969–1988)
- Telesphore Mkude (1988–1993)
- Anthony Banzi † (1994–2020)
- Thomas Kiangio (od 2023)